# 1,2,4-trichloorbenzeen
1,2,4-trichloorbenzeen (1,2,4-TCB) is een organische verbinding met als brutoformule {\displaystyle {\ce {C6H3Cl3}}}. De stof komt voor een kleurloze vloeistof of als witte kristallen met een kenmerkende geur. Het is een van de drie isomeren van trichloorbenzeen; de andere twee zijn 1,2,3-trichloorbenzeen en 1,3,5-trichloorbenzeen.

## Synthese
1,2,4-trichloorbenzeen is een stof die niet in de natuur voorkomt. Ze wordt op een aantal manieren geproduceerd:
- de chlorering van benzeen tot mono-, di- en ten slotte trichloorbenzeen. Daarbij ontstaat waterstofchloride (HCl) als bijproduct. De verdere chlorering van monochloorbenzeen gebeurt hoofdzakelijk op de ortho- en para-positie. De chlorering van de drie dichloorbenzenen levert hoofdzakelijk 1,2,4-TCB, naast het isomeer 1,2,3-TCB en andere bijproducten.
- de chlorering van zuiver 1,4-dichloorbenzeen levert enkel 1,2,4-TCB en hoger gechloreerde chloorbenzenen
- de dehydrochlorering van hexachloorcyclohexaan-isomeren, gevormd bij de productie van lindaan

## Toepassingen
1,2,4-trichloorbenzeen is een tussenproduct in de synthese van tetrachloorbenzenen, trichlooraniline en pesticiden zoals aclonifen en dicamba. Het wordt gebruikt als industrieel oplosmiddel.
In de textielindustrie wordt 1,2,4-trichloorbenzeen gebruikt als drager van verfstoffen om er bepaalde weefsels mee te verven. Daarnaast wordt het gebruikt als additief in diëlektrische vloeistoffen in transformatoren (dit is nu niet meer toegelaten) en als corrosie-inhibitor in roestwerende verven of roestverwijderingsmiddelen.

## Toxicologie en veiligheid
1,2,4-trichloorbenzeen ontleedt bij verbranding met vorming van giftige dampen, onder andere waterstofchloride. Ze reageert met oxiderende stoffen.
De stof is irriterend voor de ogen, de huid en de luchtwegen. Langdurige blootstelling aan 1,2,4-trichloorbenzeen kan effecten hebben op de lever.